# COROT-5b
COROT-Exo-5b는 항성 Corot-Exo-5를 돌고 있는 외계 행성이다. 이 행성은 2008년 COROT 미션 수행 중 발견되었다.

## 물리적 특징
이 행성의 질량은 목성보다 조금 작아 86퍼센트 수준이다. 어머니 항성을 4일에 한 바퀴 속도로 공전하고 있으며, 반지름은 어머니 항성의 뜨거운 열로 인해 팽창한 상층부 대기로 말미암아 목성보다 20퍼센트 더 크다.

## 같이 보기
- COROT - 2006년에 발사된, 프랑스 국립 우주 연구 센터와 유럽 우주국이 구상하는 외계행성 탐사 계획인 COROT의 우주선(spacecraft)
- COROT-6b

## 참고 문헌
1. ↑  “Notes for star CoRoT-Exo-5”. 2008년 12월 22일에 원본 문서에서 보존된 문서. 2008년 12월 22일에 확인함.
2. ↑  ESA Portal - Exoplanet hunt update